# John Hans Krebs

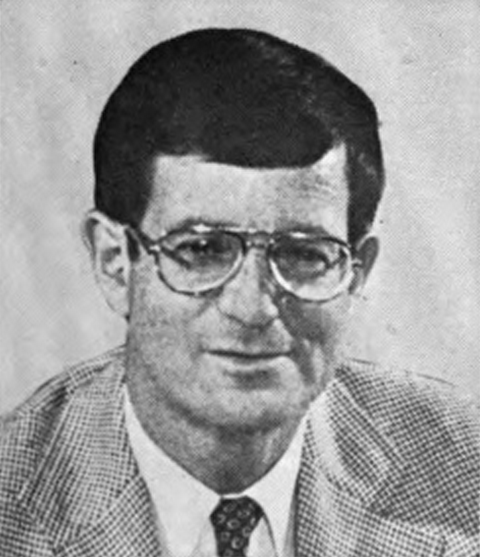
John Hans Krebs (1975)

John Hans Krebs (* 17. Dezember 1926 in Berlin; † 10. November 2014 in Fresno, Kalifornien) war ein US-amerikanischer Politiker deutscher Herkunft. Zwischen 1975 und 1979 vertrat er den Bundesstaat Kalifornien im US-Repräsentantenhaus.

## Werdegang
John Hans Krebs war ein Sohn des James L. Krebs und der Elisabeth Stern. Nach der Machtergreifung der Nationalsozialisten in Deutschland emigrierte die jüdische Familie nach Palästina. Dort besuchte er bis 1937 die Balfour School. Danach studierte er bis 1945 am Ben Yehuda College. 1946 wanderte er in die Vereinigten Staaten aus, deren Staatsbürgerschaft er 1954 erhielt. Bis 1950 studierte er an der University of California in Berkeley. Von 1952 bis 1954 diente er in der US Army.
Nach einem Jurastudium am Hastings College of the Law in San Francisco und seiner 1957 erfolgten Zulassung als Rechtsanwalt begann Krebs in Fresno in diesem Beruf zu arbeiten. Gleichzeitig schlug er als Mitglied der Demokratischen Partei eine politische Laufbahn ein. Von 1965 bis 1969 gehörte er der Planungskommission im Fresno County an; zwischen 1970 und 1974 war er Mitglied im Kreisrat dieses Bezirks. Im Jahr 1966 nahm er als Delegierter am regionalen Parteitag der Demokraten in Kalifornien teil.
Bei den Kongresswahlen des Jahres 1974 wurde Krebs im 17. Wahlbezirk von Kalifornien in das US-Repräsentantenhaus in Washington, D.C. gewählt, wo er am 3. Januar 1975 die Nachfolge von Pete McCloskey antrat. Nach einer Wiederwahl konnte er bis zum 3. Januar 1979 zwei Legislaturperioden im Kongress absolvieren. Im Jahr 1978 unterlag er dem Republikaner Charles Pashayan. Nach dem Ende seiner Zeit im US-Repräsentantenhaus zog sich John Krebs aus der Politik zurück. Seinen Lebensabend verbrachte er in Fresno.